# Bahnstrecke Sønderborg–Tinglev
| Bahnhof Avnbøl – (Auenbüll, 2021) |                                   |                                                  |                                                  |
| Bahnstrecke Sønderborg–Tinglev |                                   |                                                  |                                                  |
| Streckennummer: | DSB Banenummer 28                 |                                                  |                                                  |
| Spurweite: | 1435 mm (Normalspur)              |                                                  |                                                  |
| Stromsystem: | Sønderborg–Tinglev 25 kV, 50 Hz ~ |                                                  |                                                  |
| Streckengeschwindigkeit: | 100 km/h                          |                                                  |                                                  |
| |                                   |                                                  |                                                  |
| \| \| \| von Mommark \| bis 27. Mai 1962 \| \| \| \| Alsensund \| \| \| \| 0,0 \| Sønderborg \| Sønderborg \| \| \| 3,8 \| Ragebøl (bis 1956 Bhf., Hst. bis 1963) \| Ragebøl (bis 1956 Bhf., Hst. bis 1963) \| \| \| \| von Broager (bis 1. Juli 1932) \| \| \| \| 6,6 \| Vester Sottrup (bis 1974 Bhf., Hst. bis 1974) \| Vester Sottrup (bis 1974 Bhf., Hst. bis 1974) \| \| \| 10,2 \| Avnbøl (bis 1965 Bhf., Hst. bis 1974) \| Avnbøl (bis 1965 Bhf., Hst. bis 1974) \| \| \| 13,8 \| Adsbøl (bis 1955) \| Adsbøl (bis 1955) \| \| \| \| von Apenrade (bis 31. März 1926) \| \| \| \| 16,3 \| Gråsten \| Gråsten \| \| \| \| Hafenbahn Gråsten \| \| \| \| 19,9 \| Rinkenæs (bis 1966 Bhf., Hst. bis 1974) \| Rinkenæs (bis 1966 Bhf., Hst. bis 1974) \| \| \| 24,0 \| Tørsbøl (bis 1969 Bhf., Hst. bis 1974) \| Tørsbøl (bis 1969 Bhf., Hst. bis 1974) \| \| \| \| nach Padborg (bis 21. Mai 1932) \| \| \| \| 28,0 \| Lundtoft (bis 1965 Bhf., Hst. bis 1974) \| Lundtoft (bis 1965 Bhf., Hst. bis 1974) \| \| \| 32,0 \| Kliplev (bis 1974 Bhf., ab 1979 neu als Hst.) \| Kliplev (bis 1974 Bhf., ab 1979 neu als Hst.) \| \| \| 36,0 \| Bjerndrup (bis 1. März 1962 Bhf., Hst. bis 1974) \| Bjerndrup (bis 1. März 1962 Bhf., Hst. bis 1974) \| \| \| \| von Padborg \| \| \| \| 42,0 \| Tinglev \| Tinglev \| \| \| \| nach Fredericia \| \| |                                   |                                                  |                                                  |
| Strecke (außer Betrieb) |                                   | von Mommark                                      | bis 27. Mai 1962                                 |
| Brücke über Wasserlauf (Strecke außer Betrieb) |                                   | Alsensund                                        | Alsensund                                        |
| Kopfbahnhof Strecke bis hier außer Betrieb | 0,0                               | Sønderborg                                       | Sønderborg                                       |
| ehemaliger Bahnhof | 3,8                               | Ragebøl (bis 1956 Bhf., Hst. bis 1963)           | Ragebøl (bis 1956 Bhf., Hst. bis 1963)           |
| Abzweig geradeaus und ehemals von links |                                   | von Broager (bis 1. Juli 1932)                   | von Broager (bis 1. Juli 1932)                   |
| ehemaliger Bahnhof | 6,6                               | Vester Sottrup (bis 1974 Bhf., Hst. bis 1974)    | Vester Sottrup (bis 1974 Bhf., Hst. bis 1974)    |
| ehemaliger Haltepunkt / Haltestelle | 10,2                              | Avnbøl (bis 1965 Bhf., Hst. bis 1974)            | Avnbøl (bis 1965 Bhf., Hst. bis 1974)            |
| ehemaliger Haltepunkt / Haltestelle | 13,8                              | Adsbøl (bis 1955)                                | Adsbøl (bis 1955)                                |
| Strecke (außer Betrieb) · Strecke |                                   | von Apenrade (bis 31. März 1926)                 | von Apenrade (bis 31. März 1926)                 |
| Kopfbahnhof Streckenende (Strecke außer Betrieb) · Bahnhof | 16,3                              | Gråsten                                          | Gråsten                                          |
| Abzweig geradeaus und ehemals von links |                                   | Hafenbahn Gråsten                                | Hafenbahn Gråsten                                |
| ehemaliger Bahnhof | 19,9                              | Rinkenæs (bis 1966 Bhf., Hst. bis 1974)          | Rinkenæs (bis 1966 Bhf., Hst. bis 1974)          |
| ehemaliger Haltepunkt / Haltestelle | 24,0                              | Tørsbøl (bis 1969 Bhf., Hst. bis 1974)           | Tørsbøl (bis 1969 Bhf., Hst. bis 1974)           |
| Abzweig geradeaus und ehemals nach links |                                   | nach Padborg (bis 21. Mai 1932)                  | nach Padborg (bis 21. Mai 1932)                  |
| ehemaliger Haltepunkt / Haltestelle | 28,0                              | Lundtoft (bis 1965 Bhf., Hst. bis 1974)          | Lundtoft (bis 1965 Bhf., Hst. bis 1974)          |
| Haltepunkt / Haltestelle | 32,0                              | Kliplev (bis 1974 Bhf., ab 1979 neu als Hst.)    | Kliplev (bis 1974 Bhf., ab 1979 neu als Hst.)    |
| ehemaliger Bahnhof | 36,0                              | Bjerndrup (bis 1. März 1962 Bhf., Hst. bis 1974) | Bjerndrup (bis 1. März 1962 Bhf., Hst. bis 1974) |
| Abzweig geradeaus und von links |                                   | von Padborg                                      | von Padborg                                      |
| Bahnhof | 42,0                              | Tinglev                                          | Tinglev                                          |
| Strecke |                                   | nach Fredericia                                  | nach Fredericia                                  |

Die Bahnstrecke Sønderborg–Tinglev ist eine eingleisige, elektrifizierte Bahnstrecke im südlichen Dänemark. Sie war ein Teil der Südjütischen Querbahn, die von Sønderborg nach Højer führte.

## Geschichte

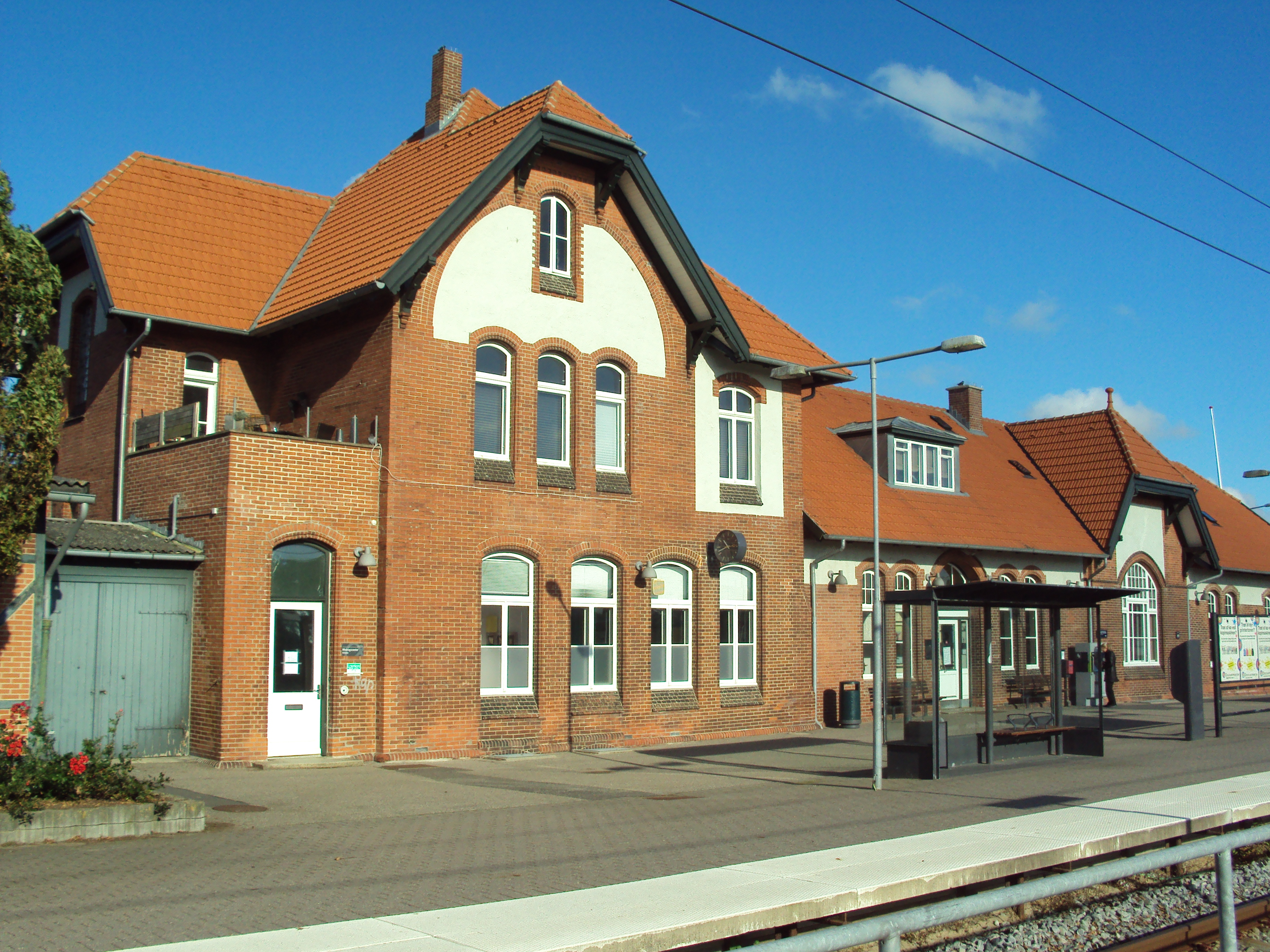
Bahnhof Gråsten (2012)

Der Streckenabschnitt von Sønderborg nach Tinglev wurde während der Zugehörigkeit von Nordschleswig zum Deutschen Reich gebaut. Am 15. Juli 1901 wurde die Strecke von der Preußischen Staatsbahn in Betrieb genommen.
Die Bahnstrecke wurde 1920 nach der Volksabstimmung in Schleswig von den Danske Statsbaner (DSB) übernommen.
Bis 1962 bestand in Sønderborg Anschluss an die 1933 von den Amtsbanerne på Als (deutsch Kreisbahn auf Alsen) übernommene und auf Normalspur umgebaute Strecke Sønderborg–Mommark.
1997 wurde die Strecke elektrifiziert. Ab diesen Zeitpunkt verkehrten durchgehende Intercity-Züge von Kopenhagen bis Sønderborg. Diese Züge sind seit mehreren Fahrplanperioden (Stand 2024) InterCityLyn-Züge (ICL).

## Eisenbahnunfall von Bjerndrup
Am Nachmittag des 15. August 2025 kam es an einem Bahnübergang in der Nähe von Bjerndrup zu einem Zusammenstoß eines InterCityLyn mit einem LKW mit Sattelauflieger für Gülletransporte. Mehrere Waggons entgleisten, mindestens einer kippte auf die Seite. Dabei starb eine Person, zwei Schwerverletzte wurde mit dem Hubschrauber abtransportiert, es gab zahlreiche weitere Verletzte.